# Bọ cạp hoàng đế
Bò cạp hoàng đế, tên khoa học Pandinus imperator, là một loài bò cạp bản địa châu Phi. Bò cạp hoàng đế là một trong những loài bò cạp lớn nhất trên thế giới, với con trưởng thành có chiều dài trung bình khoảng 20 cm. Tuy nhiên, một số loài bọ cạp rừng lớn bằng nó, Heterometrus swammerdami, giữ kỷ lục là loài bò cạp lớn nhất với chiều dài 23 cm. Chúng có tuổi thọ 5-8 năm trong điều kiện nuôi nhốt, nhưng có lẽ sống lâu hơn trong hoang dã. Kích thước to lớn của nó cộng thêm yếu tố nó ít độc và tuổi thọ dài khiến nó là loài bò cạp được nuôi làm vật cưng phổ biến dẫn đến việc săn bắt tràn lan, đe dọa khả năng tuyệt chủng của nó.

## Thức ăn
Trong tự nhiên, bọ cạp hoàng đế được cho là chủ yếu ăn mối. Trong điều kiện nuôi nhốt chúng dế mèn, gián, và mọt ngũ cốc. Bọ cáp vua cũng ăn chuột nhỏ và thằn lằn. Bò cạp hoàng đế đào hang bằng hai cặp chân đầu tiên. Hang là một lỗ rỗng dưới tảng đá. Trong tự nhiên, bò cạp hoàng đế làm hang ở tổ mối.
Bò cạp hoàng đế là mồi của các loài bò sát, động vật có vú và các loài lưỡng cư.